# Chị ơi anh yêu em
Chị ơi anh yêu em (tên gốc tiếng Thái: 30 กำลังแจ๋ว, còn được biết rộng rãi tại thị trường quốc tế với tên tiếng Anh: 30 Fabulous) là một bộ phim tình cảm Thái Lan năm 2011 do đạo diễn Natthawut Kittikhun và hãng M Thirty Nine phát hành. Phim có sự tham gia của Patcharapa Chaichua và Phupoom Pongpanu. Bộ phim được đánh giá là phù hợp với lứa tuổi 13+

## Nội dung
Ja (Aum) - một phụ nữ xinh đẹp có tất cả mọi thứ mà người phụ nữ cần có: sự nghiệp thành đạt, cuộc sống tiệc tùng và người yêu đẹp trai. Vào ngày sinh nhật lần thứ 30, Ja phát hiện cuộc sống hoàn hảo của mình đã thay đổi khi bạn trai của cô muốn họ "tạm xa nhau một thời gian". Sụp đổ và thất vọng, cô không còn tin vào tình yêu và cay đắng cho rằng, cuộc đời mình sẽ không còn người đàn ông nào bước vào nữa. Thế rồi cô gặp Por (Ken) - chàng trai trẻ hơn cô đến 7 tuổi. Nhiệt huyết và tràn đầy sự tươi mới, Por khiến cho Ja cảm nhận được tình yêu trong cô chưa bao giờ chết. Por mang lại cho cô những cảm xúc diệu kỳ, sự lãng mạn và hồi hộp mà chính trái tim cô cũng không giải thích nổi. Trái tim thì như vậy nhưng lý trí lại không cho phép Ja yêu người thanh niên trẻ tuổi này. Cô vẫn quả quyết rằng, đối với Por, cô chỉ coi như một đứa em trai, một người bạn, không hơn. Mỗi lần Por tỏ tình, cô đều từ chối. Nhưng sau những lần đó, Por không nhụt chí mà bắt đầu lại từ đầu. Rồi Por lại tỏ tình, nhưng Ja lại từ chối.

## Diễn viên
- Patcharapa Chaichua vai Ja
- Phupoom Pongpanu vai Porrasit / Por
- Peter Corp Dyrendal vai Nop
- Nitit Warayanon vai Sane
- Warinda Dumrongpon vai Jao Yai
- Arada Arayawut vai Gif
- Orn-arnich Peerachakajornpat vai Paouan
- Sasipin Sirivanich vai Yooey
- Benjawan Piantumdee vai Cee
- Nattapong Pibultanakiet vai Tang

## Ca khúc nhạc phim
- มันคงเป็นความรัก / Mun Kong Pen Kwahm Ruk (It’s Probably Love) - Stamp
- คนสุดท้าย / Kon Soot Tai (The Final Person) - Jida
- โชคดี / Chohk Dee (Lucky One) - Bhurit Bhirombhakdi
- 30 กำลังแจ๋ว / Sahm Sip Gumlung Jaeo (30 is Awesome) - Superbaker